# Nick Carter (pseudonimo)
Nick Carter è stato lo pseudonimo collettivo utilizzato da diversi scrittori per firmare una serie di romanzi di spionaggio pubblicati fra il 1964 ed il 1990, che hanno come protagonista Nick Carter, agente segreto. La serie, che comprende 261 romanzi, intitolata in inglese Nick Carter - Killmaster è stata prima pubblicata da Award Books, poi da Ace Books, ed infine da Jove Books. In Italia molti romanzi della serie sono stati pubblicati da Arnoldo Mondadori Editore nella collana Segretissimo.
L'autore reale di ciascun romanzo non era indicato nel libro, pertanto in copertina appare solo il nome Nick Carter. Fra gli autori che hanno scritto per la serie ci sono: Michael Avallone, Valerie Moolman, Manning Lee Stokes e Martin Cruz Smith.
Il personaggio che dà il nome alla serie è Nick Carter, agente N3 della AXE, un'agenzia di controspionaggio statunitense.

## Romanzi
- Agente n. 3 "Sterminio (Run, Spy, Run) di Michael Avallone e Valerie Moolman, 1964
- Nick Carter: la bambola cinese (China Doll) di Michael Avallone e Valerie Moolman, 1964
- Nick Carter: scaccomatto a Rio (Checkmate in Rio) di Valerie Moolman, 1964
- Nick Carter: safari per spie (Safari for Spies) di Valerie Moolman, 1964
- Nick Carter: kaputt! (Fraulein Spy) di Valerie Moolman, 1964
- Nick Carter: furore a Saigon (Saigon) di Michael Avallone e Valerie Moolman, 1964
- Nick Carter: una pallottola per Fidel (A Bullet for Fidel) di Valerie Moolman, 1965
- Nick Carter: la tredicesima spia (The 13th Spy) di Valerie Moolman, 1965
- Nick Carter: gli occhi della tigre (The Eyes of the Tiger) di Manning Lee Stokes, 1965
- Nick Carter: "sterminio" a Istanbul (Istanbul) di Manning Lee Stokes, 1965
- Nick Carter: missione Saffo (Web of Spies) di Manning Lee Stokes, 1966
- Doccia scozzese per Nick Carter (Spy Castle) di Manning Lee Stokes, 1966
- Nick Carter e le vedove nere (The Terrible Ones) di Valerie Moolman, 1966
- Nick Carter: non USA... re la Cina (Dragon Flame) di Manning Lee Stokes, 1966
- Nick Carter: destinazione Hanoi (Hanoi) di Valerie Moolman, 1966
- Giro di maschere per Nick Carter (Danger Key) di Lew Louderback, 1966
- Nick Carter: la morte nel ventre (Operation Starvation) di Nicholas Browne, 1966
- Nick Carter: presente! (The Mind Poisoners) di Lionel White e Valerie Moolman, 1966
- The Weapon of Night di Valerie Moolman, 1967
- Nick Carter: il serpente d'oro (The Golden Serpent) di Manning Lee Stokes, 1967
- Mission to Venice di Manning Lee Stokes, 1967
- Double Identity di Manning Lee Stokes, 1967
- Devil's Cockpit di Manning Lee Stokes, 1967
- Quello "sterminio" di Nick Carter (The Chinese Paymaster) di Nicholas Browne, 1967
- Nick Carter: sette contro la Grecia (Seven Against Greece) di Nicholas Browne, 1967
- A Korean Tiger di Manning Lee Stokes, 1967
- Assignment: Israel di Manning Lee Stokes, 1967
- The Red Guard di Manning Lee Stokes, 1967
- Nick Carter e la "sporca cinquina" (The Filthy Five) di Manning Lee Stokes, 1967
- The Bright Blue Death di Nicholas Browne, 1968
- Ehi, Nick, occhio alla mora! (Macao) di Manning Lee Stokes, 1968
- Colpo di luna per Nick Carter (Operation: Moon Rocket) di Lew Louderback, 1968
- Nick Carter: trenta denari per Judas (Judas Spy) di William L. Rhodes, 1968
- Hood of Death di William L. Rhodes, 1968
- Nick Carter: non c'è rosa senza spia (Temple Of Fear) di Manning Lee Stokes, 1968
- Nick Carter: un diamante tira l'altro (Amsterdam) di William L. Rhodes, 1968
- 14 Seconds to Hell di Jon Messmann, 1968
- The Defector di George Snyder, 1969
- Nick Carter: un "bello" in maschera (Carnival for Killing) di Jon Messmann, 1969
- Rhodesia di William L. Rhodes, 1969
- Nick Carter: giù la maschera! (The Red Rays) di Manning Lee Stokes, 1969
- Peking-Tulip Affair di Arnold Marmor, 1969
- The Amazon di Jon Messmann, 1969
- Sea Trap di Jon Messmann, 1969
- Nick Carter e l'oro del Reno (Berlin) di Jon Messmann, 1969
- The Human Time Bomb di William L. Rhodes, 1969
- The Cobra Kill di Manning Lee Stokes, 1969
- The Living Death di Jon Messmann, 1969
- Nick Carter: missione "El Garfio" (Operation Che Guevara) di Jon Messmann, 1969
- The Doomsday Formula di Jon Messmann, 1969
- Operation Snake di Jon Messmann, 1969
- The Casbah Killers di Jon Messmann, 1969
- The Arab Plague (titolo alternativo per il Regno Unito The Slavemaster) di Jon Messmann, 1970
- Nick Carter: AXE nella manica (Red Rebellion) di Jon Messmann, 1970
- The Executioners di Jon Messmann, 1971
- Black Death di Manning Lee Stokes, 1970
- Nick Carter, niente colpi di testa! (Mind Killers) di Jon Messmann, 1970
- Nick Carter, "jet"... tati allo sbaraglio (Time Clock of Death) di George Snyder, 1970
- Cambodia di George Snyder, 1970
- The Death Strain di Jon Messmann, 1970
- Quel gioiello di Nick Carter (Jewel of Doom) di George Snyder, 1970
- Roulette russa per Nick Carter (Moscow) di George Snyder, 1970
- Ice Bomb Zero di George Snyder, 1971
- Mark of Cosa Nostra di George Snyder, 1971
- The Cairo Mafia di Ralph Eugene Hayes, 1972
- Inca Death Squad di Martin Cruz Smith, 1972
- Assault on England di Ralph Eugene Hayes, 1972
- The Omega Terror di Ralph Eugene Hayes, 1972
- Code Name: Werewolf di Martin Cruz Smith, 1973
- Strike Force Terror di Ralph Eugene Hayes, 1973
- Target: Doomsday Island di Ralph Hubbard, 1973
- Night of the Avenger di Chet Cunningham, 1973
- Butcher of Belgrade di Ralph Eugene Hayes e Larry Powell, 1973
- Assassination Brigade di Thomas Chastain, 1973
- The Liquidator di Ralph Hubbard, 1973
- The Devil's Dozen di Martin Cruz Smith, 1973
- The Code di Larry Powell, 1973
- Agent Counter-Agent di Ralph Eugene Hayes, 1975
- Hour of the Wolf di Jeffrey Wallman, 1973
- Our Agent in Rome is Missing di Al Hine, 1973
- The Kremlin File di Willis T. Ballard, 1973
- Spanish Connection di Bruce Cassidy, 1973
- Nick Carter: ah, come cospiro! (Death's Head Conspiracy) di Robert Colby, 1973
- Nick Carter: chiamatelo papà (The Peking Dossier) di Linda Stewart, 1973
- Ice-trap Terror) di Jeffrey Wallman, 1974
- Assassin: Code Name Vulture di Ralph Eugene Hayes, 1974
- Nick Carter: sano da legare (Massacre in Milan) di Al Hine, 1974
- Vatican Vendetta di George Snyder e Ralph Eugene Hayes, 1974
- Nick Carter: la voce del cobra (Sign of the Cobra) di James Fritxhand, 1974
- The Man Who Sold Death di Lawrence VanGelder, 1974
- Nick Carter: il leone dormiente (The N3 Conspiracy) di Dennis Lynds, 1974
- Beirut Incident di Forrest V Perrin, 1974
- Death of the Falcon di Jim Bowser, 1974
- The Aztec Avenger di Saul Wernick, 1974
- The Jerusalem File di Linda Stewart, 1975
- Counterfeit Agent di Douglas Marland, 1975
- Six Bloody Summer Days di DeWitt S. Copp, 1975
- The Katmandu Contract di Jim Bowser, 1975
- The Z Document di Homer H Morris, 1975
- Dr. Death di Craig Nova, 1975
- Nick Carter: fino all'ultimo codice (The Ultimate Code) di William Odell, 1975
- Death Message: Oil 74-2 di Dee Stuart e Ansel Chapin, 1976
- The List di Jim Bowser, 1976
- The Fanatics of Al Asad di Saul Wernick, 1976
- Assignment: Intercept di Marilyn Granbeck, 1976
- Green Wolf Connection di Dennis Lynds, 1976
- The Snake Flag Conspiracy di Saul Wernick, 1976
- The Turncoat di Leon Lazarus, 1976
- Nick Carter e amen (The Sign of the Prayer Shawl) di David Hagberg, 1976
- Quel vulcano di Nick Carter (The Vulcan Disaster) di George Warren, 1976
- Nick Carter: troppi soldi poco onore (A High Yield in Death) di Jim Bowser, 1976
- The Nichovev Plot di Craig Nova, 1976
- Triple Cross di Dennis Lynds, 1976
- The Gallagher Plot di Saul Wernick, 1976
- Plot for the Fourth Reich di Bob Latona, 1977
- Nick Carter: la vendetta dei generali (Revenge of the Generals) di Saul Wernick, 1977
- Under the Wall di DeWitt S. Copp, 1978
- The Ebony Cross di Jack Canon, 1978
- Deadly Doubles di Lawrence VanGelder, 1978
- Race of Death di David Hagberg, 1978
- Trouble in Paradise di Robert Derek Steeley, 1978
- Pamplona Affair di Dee Stuart e Ansel Chapin, 1978
- Nick Carter: il falcone irlandese (The Doomsday Spore) di George Warren, 1979
- The Asian Mantrap di William Odell, 1979
- Thunderstrike in Syria di Joseph Rosenberger, 1979
- The Redolmo Affair di Jack Canon, 1979
- The Jamaican Exchange di Leon Lazarus, 1979
- Tropical Deathpact di Bob Stokesberry, 1979
- The Pemex Chart di Dwight V. Swain, 1979
- Hawaii di Daniel C Prince, 1979
- The Satan Trap di Jack Canon, 1979
- Reich Four di Fred Huber, 1979
- The Nowhere Weapon di William Odell, 1979
- Strike of The Hawk di Joseph L. Gilmore, 1980
- Day of The Dingo di John Stevenson, 1980
- And Next The King di Steve Simmons, 1980
- Tarantula Strike di Dan Reardon, 1980
- Ten Times Dynamite di Frank Adduci jr, 1980
- Eighth Card Stud di Robert E. Vardeman, 1980
- Suicide Seat) di George Warren 1980
- Death Mission: Havana di Ron Felber, 1980
- War From The Clouds di Joseph L. Gilmore, 1980
- Turkish Bloodbath di Jerry Ahern, 1980
- The Coyote Connection) di Bill Crider e Jack Davis, 1981
- The Q Man di John Stevenson, 1981
- The Society of Nine di Jack Canon, 1981
- The Ouster Conspiracy di David Hagberg, 1981
- The Golden Bull di John Stevenson, 1981
- The Dubrovnik Massacre di Henry Rasof e Stephen Williamson, 1981
- The Solar Menace di Robert E. Vardeman, 1981
- The Strontium Code di David Hagberg, 1981
- Pleasure Island di Robert J Randisi, 1981
- Cauldron of Hell di Mike Jahn, 1981
- The Parisian Affair di H Edward Husenburger, 1981